# Red Riding Hood
Pour les articles homonymes, voir Le Chaperon rouge.
Red Riding Hood est un film américain réalisé par Randal Kleiser en 2004, sorti en 2006. Il contient des séquences en 3D des parcs 20th Century Fox.

## Synopsis
En plein village médiéval, il y a un loup-garou qui hante et une demoiselle est amoureux du bûcheron orphelin.

## Fiche technique
- Réalisation : Randal Kleiser (réalisa aussi Grease)
- Scénario : Sandman Studios  (Charlotte's Web)
- Photographie : David Stump (X-Men)
- Effets spéciaux : Scott Billups (Look)
- Production : Steve Austin (qui travailla aussi Supercross et Pop Star)
- Durée : 82 minutes (1h22)
- Interdit aux moins de 12 ans
- Genre : Horreur

## Distribution
- Morgan Thompson : Red
- Henry Cavill : le baron chasseur
- Joey Fatone : le loup
- Lainie Kazan : la grand-mère de "Red" / le loup
- Sam Stone: le frère de "Red"
- Debi Mazar : la mère de "Red"
- Daniel Roebuck : le père de "Red"